# Wegekreuz am Gutenberg

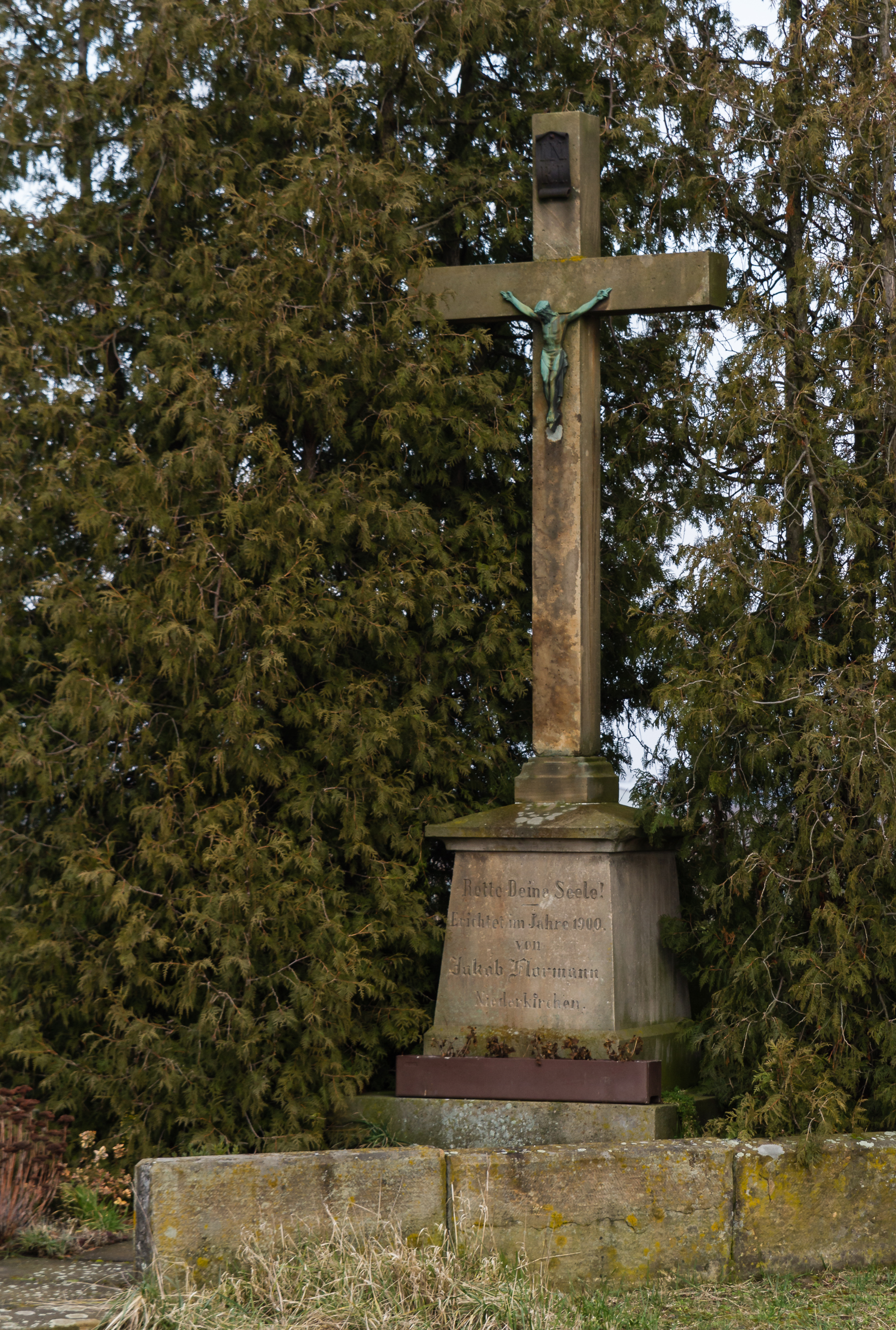
Wegekreuz am Gutenberg

Das Wegekreuz am Gutenberg ist ein steinernes Kreuz aus dem Jahr 1900, das nach dem Denkmalschutzgesetz des Landes Rheinland-Pfalz als Kulturdenkmal gilt. Es steht in der Flur „Am Gutenberg“, an der Landstraße 528, auf der Gemarkung der pfälzischen Stadt Deidesheim, unmittelbar am nordwestlichen Siedlungsrand von Niederkirchen bei Deidesheim.
Das Flurkreuz ist aus Sandstein geschaffen und steht auf einem stufigen Sockel. Eine dreieckige Fläche um das Kreuz herum ist eingerahmt mit Sandsteinplatten. Im mittleren Block des Sockels ist die Inschrift „Rette deine Seele! Errichtet im Jahre 1900 von Jakob Flormann Niederkirchen“ eingelassen. Einer weiteren Inschrift auf der untersten Stufe des Sockels zufolge wurde das Kreuz 1932 erneuert. Der metallene Korpus des Kreuzes stammt von der Renovierung 1932.
Das Kreuz ist 3,70 m, sein Sockel 1,20 m hoch. Der Korpus ist 50 cm lang.